# The Secret of Chimneys
The Secret of Chimneys (O Segredo de Chimneys, no Brasil e em Portugal) é um romance policial de Agatha Christie, publicado em 1925.
É o primeiro livro com a participação do Superintendente Battle, um detetive menor da autora, que faz parte do universo do detetive Hercule Poirot.
Em 1929, a autora utiliza a mansão de "Chimneys" e algumas de suas personagens em seu romance The Seven Dials Mystery.

## Enredo
Anthony Cade, um britânico que trabalha como guia turístico na África, é incumbido pelo amigo Jimmy McGrath de ir até a Inglaterra, levar para um editor, um manuscrito e para uma mulher chamada Virginia Revel, um punhado de cartas comprometedoras. Ao chegar à Inglaterra, se fazendo passar por Jimmy, Anthony percebe que não será tão simples concretizar seu objetivo, pois é roubado ainda no hotel. As coisas se complicam quando Anthony e Virginia se conhecem e precisam encobrir um assassinato e depois, na mansão de Chimneys, alguém é assassinado a tiros, justo quando Anthony está por perto. Todos esses eventos escondem alguma relação, colocando-o numa posição difícil. Entram em cena todos os presentes em Chimneys, que também são suspeitos do caso, e o superintendente Battle, da Scotland Yard.